# Kampf um den Grenzübergang Nasib
Der Kampf um den Grenzübergang Nasib ist ein Konflikt im syrischen Bürgerkrieg um den strategischen bedeutsamen Grenzübergang Nasib. 

## Lage
Der Grenzübergang Nasib liegt an einer Autobahn zwischen Damaskus und der jordanischen Hauptstadt Amman. Während des Bürgerkriegs gewann er an strategischer Bedeutung für Syrien, da über ihn der Handel mit den Staaten der arabischen Halbinsel abgewickelt wurde. 

## Eroberung durch die Rebellen
Seit 2012 gab es in der Umgebung des Grenzübergangs immer wieder Kämpfe zwischen der Freien Syrischen Armee und dem Syrischen Heer. Die zerstrittenen Oppositionsgruppen schlossen sich 2015 unter Führung der Unterstützungsfront für das levantische Volk zusammen. Daraufhin schloss Jordanien den Grenzübergang als Reaktion auf die Rebellenoffensive. Anfang April 2015 überließen die regierungstreuen Schabiha-Milizen den Grenzübergang den Rebellen.
Im Oktober 2018 wurde der Grenzübergang wieder für den Verkehr geöffnet.